# Cuevas en Naranjito
Naranjito, es un pueblo ubicado al norte de Puerto Rico con una población de aproximadamente 6,000 habitantes.  Este pueblo al igual que muchos otros en el país con el pasar de los años ha atravesado por diferentes cambios y mejoras para la comodidad de sus habitantes y los cuales se han considerados necesarios.  Este hermoso pueblo lleno de árboles e innumerables montanas hacían que los caminos fuesen más largos y el tráfico fuese extremo. Por tal razón en el 1992 el honorable alcalde Manuel Ortiz del PPD decidió hacer nuevas carreteras para facilitar los viajes. Es aquí cuando deciden comenzar a construir el desvío lo que antes se llamaba el barranco de Guaranones. Al comenzar este nuevo proyecto se encontraron con algo inesperado; algunas especies de túneles pequeños o podríamos decir  "CUEVAS".  Decidieron entonces parar esta construcción que habían comenzado el 14 de julio contratar un equipo de arqueólogos entre ellos estaba el arqueólogo Carlos E. Gutiérrez Campos para estudiar dichas cuevas y tener la mayor supervisión posible para así evitar danos.  Al este equipo comenzar esta actividad se dieron cuenta de que eran cuevas de nuestros indios que milagrosamente en un pueblo tan remoto de muchos otros habitaron. Las mismas tenían una altura aproximadamente de 14 pies de alto y 20 pies de ancho de cuatro que encontraron. Lo más impresionante es que en estas hallaron fósiles de personas o como suponían en ese entonces  "taínos". También hallaron rocas escritas y algunos instrumentos casi hecho pedazos.  Nadie esperaba encontrar tales cosas pero así fue.  Ya cuando estos arqueólogos confirmaron todo esto el proyecto fue detenido hasta octubre 23 de ese mismo año. Llegaron a la conclusión de que estas "cuevas" tenían un valor significante pero tenían que ser derribadas ya que de no ser así sería imposible proseguir con la construcción de la carretera que era indispensable.  Hoy día los restos tan valiosos son conservados en el museo de algunas universidades y preservados para la historia que ha tantos desde pequeños nos enseñan.  Este hallazgo fue impresionante y de gran valor tanto para la historia como para este pueblo y aunque pocos saben de esta existencia el pueblo de Naranjito permanece orgulloso de su gran hallazgo. El desvío fue terminado el 4 de marzo de 1993 y hoy día es la carretera más transitada de Naranjito.
- Datos: Q5794338